# Art Spector
Arthur Edward Spector, detto Art (Filadelfia, 17 ottobre 1918 – New York, 18 giugno 1987), è stato un cestista e allenatore di pallacanestro statunitense, professionista nella ABL, nella BAA e nella NBA.